# Savoy (Band)
Savoy ist eine norwegisch-amerikanische Band, 1994 gegründet von Pål Waaktaar-Savoy (Gitarrist und Songschreiber von a-ha), seiner Frau Lauren Savoy sowie dem Schlagzeuger Frode Unneland und damals noch dem Bassisten Greg Calvert, der 1997 die Band verließ. Sie wurde in einer Phase gegründet, als a-ha eine Pause machte. Savoy hat musikalisch einen erdigeren Indierock-Stil im Vergleich zu a-ha. Alle Songs schreiben Pål Waaktaar-Savoy und Lauren Savoy selbst.
Die Band feierte insbesondere in Norwegen Erfolge, u. a. mit den Songs Velvet (später auch von a-ha auf dem Album Minor Earth, Major Sky eingespielt) und Star. Insgesamt 200.000 Alben hat die Band bis heute verkauft. Das erste Album Mary Is Coming sowie die daraus veröffentlichte Single Velvet erhielten 1996 in Norwegen jeweils Gold. Savoy bekam den norwegischen Spellemannprisen in der Klasse Popgruppe 1999 für das Album Mountains of Time und 2001 für das Album Reasons to Stay Indoors.

## Diskografie

### Alben
| Jahr | Titel                                | Höchstplatzierung, Gesamtwochen, AuszeichnungChartsChartplatzierungen (Jahr, Titel, Platzierungen, Wochen, Auszeichnungen, Anmerkungen) | Anmerkungen |
| Jahr | Titel                                | NO | Anmerkungen |
| ---- | ------------------------------------ | --- | ----------- |
| 1996 | Mary Is Coming                       | NO1 Gold · (10 Wo.)NO |             |
| 1997 | Lackluster Me                        | NO12 (4 Wo.)NO |             |
| 1999 | Mountains of Time                    | NO1 (11 Wo.)NO |             |
| 2001 | Reasons to Stay Indoors              | NO8 (5 Wo.)NO |             |
| 2004 | Savoy                                | NO7 (2 Wo.)NO |             |
| 2007 | Savoy Songbook Vol. 1                | NO7 (8 Wo.)NO | Universal   |
| 2018 | See the Beauty in Your Drab Hometown | NO7 (1 Wo.)NO |             |

### Singles
| Jahr | Titel Album           | Höchstplatzierung, Gesamtwochen, AuszeichnungChartsChartplatzierungen (Jahr, Titel, Album, Platzierungen, Wochen, Auszeichnungen, Anmerkungen) | Anmerkungen |
| Jahr | Titel Album           | NO | Anmerkungen |
| ---- | --------------------- | --- | ----------- |
| 1996 | Velvet Mary Is Coming | NO1 Gold · (13 Wo.)NO |             |